# Estádio Senador Dinarte Mariz
Estádio Senador Dinarte Mariz – stadion piłkarski, w Caicó, Rio Grande do Norte, Brazylia, na którym swoje mecze rozgrywa klub Atlético Clube Corintians.